# Eohupehsuchus
Eohupehsuchus es un género extinto de diápsido hupehsuquio que vivió durante el Triásico Inferior en China. Es conocido a partir del espécimen holotipo WGSC 26003, el cual fue encontrado en la Formación Jialingjiang, el cual data del final de la época del Spathian. El nombre binomial Eohupehsuchus brevicollis fue escogido por los descriptores del espécimen, y significa "cocodrilo de amanecer de Hubei con cuello corto".